# Massiola
Massiola – miejscowość i gmina we Włoszech, w regionie Piemont, w prowincji Cusio Ossola. Położona około 110 kilometrów na północny wschód od Turynu i około 15 kilometrów na północny zachód od Verbanii.
Według danych na rok 2004 gminę zamieszkiwały 173 osoby, 21,6 os./km².